# Celestino Martínez
Celestino Martinez (Rosario, 7 maggio 1914 – ...) è stato un calciatore argentino, di ruolo centrocampista.

## Caratteristiche tecniche
Centrocampista mancino di grande forza fisica ed a cui piaceva portarsi in avanti (avendo mosso i primi passi come attaccante) ma che sosteneva soprattutto il gioco degli attaccanti.

## Carriera

### Club
Cresciuto nelle giovanili del Racing Avellaneda, dopo una breve parentesi nello Sportivo Alsina, si afferma nell'Independiente dove gioca insieme al fratello gemello Alfonso. Dopo 10 anni all'Independiente emigra in Brasile nel Fluminense per una breve comparsata.

### Nazionale
In nazionale ha giocato 14 partite, trionfando nel Campeonato Sudamericano nel 1937.

## Palmarès

### Club

#### Competizioni nazionali
- Campionato argentino: 2

Independiente: 1938, 1939

### Nazionale
- Coppa America: 1

1937